# Jan Jeuring
Jan Jeuring, né le 27 novembre 1947 à Enschede aux Pays-Bas, est un footballeur néerlandais.
Il a joué durant toute sa carrière pour le club du FC Twente, club dont il fut le meilleur buteur de l'histoire avec 103 buts jusqu'en 2009. Il fut ensuite entraîneur des équipes junior de son ancien club. Il tient aujourd'hui un snack-bar à Enschede, sa ville natale.

## Palmarès
FC Twente
- Coupe des Pays-Bas (1) :
  - Vainqueur : 1977.

- Championnat des Pays-Bas :
  - Finaliste : 1974.

- Coupe de l'UEFA :
  - Finaliste : 1975.
  - Meilleur buteur : 1973.

- Meilleur buteur du FC Twente (4) :
  - 1967, 1971, 1973 et 1976.